# Arginin vazopresinski receptor 1A
Arginin vazopresinski receptor 1A (AVPR1A) je jedan od tri glavna receptorska tipa arginin vazopresina ( i  su druga dva). On je izražen širom mozga, kao i na periferiji u: jetri, bubrezima, i vaskulaturi.
Arginin vazopresinski receptor 1A je takođe poznat kao:
- V1a vazopresinski receptor
- antidiuretski hormonski receptor 1A
- vazopresin podtip 1a receptor
- -vaskularni vazopresinski receptor
- vaskularni/hepatički-tip arginin vazopresinskog receptora

## Struktura i funkcija
Humana AVPR1A cDNK je 1472 bp dugačka i kodira 418 aminokiselina dugački polipeptid, koji deli 72%, 36%, 37%, i 45% identiteta sekvence sa Avpr1a pacova, AVPR2 čoveka, Avpr2 pacova, i oksitocinskim receptorom (OXTR) čoveka. AVPR1A je G protein-spregnuti receptor sa 7 transmembranskih domena koji se spreže sa  GTP vezujućeg proteina, koji pored Gbl, aktivira fosfolipazu C.

## Vezivanje liganda
U -terminalnom jukstamembranskom segmentu AVPR1A receptora, glutamatni ostatak u poziciji 54 (E54) i ostatak arginina u poziciji 46 (R46) su kritični za vezivanje sa AVP i AVP agonistima, prim čemu E54 verovatno interaguje sa AVP a R46 doprinosi konformacionom prekidaču.
Kompetitori -specifičnog vezivanja AVPR1A su:
- linearni V1a antagonist fenilacetil-
- linearni V1a ne-peptidni antagonist
- linearni V1a antagonist fenilacetil-
- V2 antagonist
- Oksitocin

AVPR1A podleže endocitozi vezivanjem za beta arestin, koji se brzo disocira od AVPR1A što omogućava receptoru da se vrati na ćelijsku membranu. Međutim, nakon aktivacije, AVPR1A može da se heterodimerizuje sa AVPR2 i time se poveća beta arestinom posredovana endocitoza (i intracelularnu akumulacija) AVPR1A, pošto je AVPR2 manje sklon disocijaciji od beta arestina.

## Literatura
1. 1 2  Caldwell HK, Lee HJ, Macbeth AH, Young WS (2008). [h „Vasopressin: behavioral roles of an ‘original’ neuropeptide”] Проверите вредност параметра |url= (помоћ). Prog Neurobiol. 84 (1): 1—24. PMC 2292122 . PMID 18053631. doi:10.1016/j.pneurobio.2007.10.007.
2. 1 2  Thibonnier M, Auzan C, Madhun Z, Wilkins P, Berti-Mattera L, Clauser E (1994). „Molecular cloning, sequencing, and functional expression of a cDNA encoding the human V1a vasopressin receptor”. J Biol Chem. 269 (5): 3304—10. PMID 8106369.
3. ↑  Hawtin SR, Wesley VJ, Simms J, Argent CCH, Latif K, Wheatley (2005). „The N-terminal juxtamembrane segment of the V1a vasopressin receptor provides two independent epitopes required for high-affinity agonist binding and signaling.”. Mol. Endocrinology. 19 (11): 2871—2881. PMID 15994199. doi:10.1210/me.2005-0148.
4. ↑  Terrillon S, Barberis C, Bouvier M (2004). „Heterodimerization of V1a and V2 vasopressin receptors determines the interaction with beta-arrestin and their trafficking patterns”. PNAS. 101 (6): 1548—53. PMC 341772 . PMID 14757828. doi:10.1073/pnas.0305322101.

## Dodatna literatura
- Thibonnier M, Coles P, Thibonnier A, Shoham M (2002). „Molecular pharmacology and modeling of vasopressin receptors.”. Prog. Brain Res. 139: 179—96. PMID 12436935. doi:10.1016/S0079-6123(02)39016-2.
- Cross SH, Charlton JA, Nan X, Bird AP (1994). „Purification of CpG islands using a methylated DNA binding column.”. Nat. Genet. 6 (3): 236—44. PMID 8012384. doi:10.1038/ng0394-236.
- Hirasawa A, Shibata K, Kotosai K, Tsujimoto G (1994). „Cloning, functional expression and tissue distribution of human cDNA for the vascular-type vasopressin receptor.”. Biochem. Biophys. Res. Commun. 203 (1): 72—9. PMID 8074728. doi:10.1006/bbrc.1994.2150.
- Thibonnier M; Auzan C; Madhun Z;  . (1994). „Molecular cloning, sequencing, and functional expression of a cDNA encoding the human V1a vasopressin receptor.”. J. Biol. Chem. 269 (5): 3304—10. PMID 8106369.
- Young WS, Kovács K, Lolait SJ (1993). „The diurnal rhythm in vasopressin V1a receptor expression in the suprachiasmatic nucleus is not dependent on vasopressin.”. Endocrinology. 133 (2): 585—90. PMID 8344200. doi:10.1210/en.133.2.585.
- Thibonnier M; Graves MK; Wagner MS;  . (1997). „Structure, sequence, expression, and chromosomal localization of the human V1a vasopressin receptor gene.”. Genomics. 31 (3): 327—34. PMID 8838314. doi:10.1006/geno.1996.0055.
- North WG, Fay MJ, Longo K, Du J (1998). „Functional vasopressin V1 type receptors are present in variant as well as classical forms of small-cell carcinoma.”. Peptides. 18 (7): 985—93. PMID 9357056. doi:10.1016/S0196-9781(97)00072-7.
- North WG, Fay MJ, Longo KA, Du J (1998). „Expression of all known vasopressin receptor subtypes by small cell tumors implies a multifaceted role for this neuropeptide.”. Cancer Res. 58 (9): 1866—71. PMID 9581826.
- North WG, Fay MJ, Du J (1999). „MCF-7 breast cancer cells express normal forms of all vasopressin receptors plus an abnormal V2R.”. Peptides. 20 (7): 837—42. PMID 10477084. doi:10.1016/S0196-9781(99)00070-4.
- Tahara A; Tsukada J; Ishii N;  . (1999). „Comparison of vasopressin binding sites in human uterine and vascular smooth muscle cells.”. Eur. J. Pharmacol. 378 (1): 137—42. PMID 10478574. doi:10.1016/S0014-2999(99)00403-3.
- Thibonnier M; Graves MK; Wagner MS;  . (2000). „Study of V(1)-vascular vasopressin receptor gene microsatellite polymorphisms in human essential hypertension.”. J. Mol. Cell. Cardiol. 32 (4): 557—64. PMID 10756113. doi:10.1006/jmcc.2000.1108.
- Berrada K, Plesnicher CL, Luo X, Thibonnier M (2000). „Dynamic interaction of human vasopressin/oxytocin receptor subtypes with G protein-coupled receptor kinases and protein kinase C after agonist stimulation.”. J. Biol. Chem. 275 (35): 27229—37. PMID 10858434. doi:10.1074/jbc.M002288200.
- Kim SJ; Young LJ; Gonen D;  . (2002). „Transmission disequilibrium testing of arginine vasopressin receptor 1A (AVPR1A) polymorphisms in autism.”. Mol. Psychiatry. 7 (5): 503—7. PMID 12082568. doi:10.1038/sj.mp.4001125.
- Strausberg RL; Feingold EA; Grouse LH;  . (2003). „Generation and initial analysis of more than 15,000 full-length human and mouse cDNA sequences.”. Proc. Natl. Acad. Sci. U.S.A. 99 (26): 16899—903. PMC 139241 . PMID 12477932. doi:10.1073/pnas.242603899.
- Tahtaoui C; Balestre MN; Klotz P;  . (2003). „Identification of the binding sites of the SR49059 nonpeptide antagonist into the V1a vasopressin receptor using sulfydryl-reactive ligands and cysteine mutants as chemical sensors.”. J. Biol. Chem. 278 (41): 40010—9. PMID 12869559. doi:10.1074/jbc.M301128200.
- Hawtin SR; Wesley VJ; Simms J;  . (2004). „An arginyl in the N-terminus of the V1a vasopressin receptor is part of the conformational switch controlling activation by agonist.”. Eur. J. Biochem. 270 (23): 4681—8. PMID 14622255. doi:10.1046/j.1432-1033.2003.03865.x.
- Terrillon S, Barberis C, Bouvier M (2004). „Heterodimerization of V1a and V2 vasopressin receptors determines the interaction with beta-arrestin and their trafficking patterns.”. Proc. Natl. Acad. Sci. U.S.A. 101 (6): 1548—53. PMC 341772 . PMID 14757828. doi:10.1073/pnas.0305322101.
- Wassink TH; Piven J; Vieland VJ;  . (2005). „Examination of AVPR1A as an autism susceptibility gene.”. Mol. Psychiatry. 9 (10): 968—72. PMID 15098001. doi:10.1038/sj.mp.4001503.
- Gerhard DS; Wagner L; Feingold EA;  . (2004). „The status, quality, and expansion of the NIH full-length cDNA project: the Mammalian Gene Collection (MGC).”. Genome Res. 14 (10B): 2121—7. PMC 528928 . PMID 15489334. doi:10.1101/gr.2596504.

## Spoljašnje veze
- „Symbol Report: AVPR1A”. Human Geneome Organization Gene Nomenclature Committee. Архивирано из оригинала 20. 05. 2011. г. Приступљено 14. 04. 2011.
- „Vasopressin and Oxytocin Receptors: AVPR1A”. IUPHAR Database of Receptors and Ion Channels. International Union of Basic and Clinical Pharmacology. Архивирано из оригинала 06. 02. 2016. г.